# Woosten
Woosten ist ein Ortsteil der Stadt Goldberg im Landkreis Ludwigslust-Parchim in Mecklenburg-Vorpommern.

## Geografie und Verkehr
Das vorwiegend von landwirtschaftlichen Nutzflächen umgebene Dorf liegt nahe dem Südufer des Woostener Sees, etwa drei Kilometer südöstlich des Goldberger Stadtzentrums. Um den Ort liegen einzelne benannte Erhebungen, wie der Lütt Viertsberg (69,5 m) im Westen und der Wahrberg (73,2 m) im Süden. Zum See fällt das Gelände auf 46,5 m ü. NHN ab. Die Fuhrwiese im Norden des Ortes ist von Entwässerungsgräben durchzogen, die in den Woostener See münden.

## Geschichte
Der heutige Ort Woosten ist slawischen Ursprungs. Es wird davon ausgegangen, dass er der Stammsitz der Familie von Woosten war. Laut Kühnel könnte sich der Name vom altslawischen Wort ustije für Mündung ableiten.
Eine seit dem 10. Jahrhundert auf der Insel im Woostener See bestehende Burg wurde zugunsten des Standortes im Ort im 13. Jahrhundert aufgegeben. Im Jahr 1296 verkaufte Nikolaus von Werle den Ort an das Kloster Neuenkamp. Im 13. und 14. Jahrhundert waren die von Woosten Lehnsherren, danach war der Ort über drei Jahrhunderte in ritterschaftlichem Besitz der Familie von Grabow. 1752 fiel er an die herzogliche Kammer.
Am Standort der ehemaligen Wasserburg wurde 1740 ein Gutshaus errichtet, das durch den Abriss im Jahr 1939 nicht mehr erhalten ist. Der Hamburger Kaufmann Schwarz, der das Gut 1938 erworben hatte, plante einen Neubau, wozu es aufgrund des Todes Schwarz und des Kriegsausbruches jedoch nicht mehr kam. Verblieben ist das Inspektorenhaus, das nach Kriegsende und der Vertreibung von Schwarz Schwester 15 Flüchtlingsfamilien als Unterkunft diente. Das Gut wurde zunächst auf 52 Neubauernstellen zu je etwa sechs Hektar aufgeteilt.
Woosten war bis zum 30. Juni 1965 eine eigenständige Gemeinde, zu der auch der Ort Neu Woosten gehörte. Am 1. Juli 1965 erfolgte die Eingemeindung nach Wendisch Waren. Mit der Eingemeindung von Wendisch Waren nach Goldberg am 1. Januar 2012 wurde Woosten zum Ortsteil dieser Stadt.

## Sehenswürdigkeiten

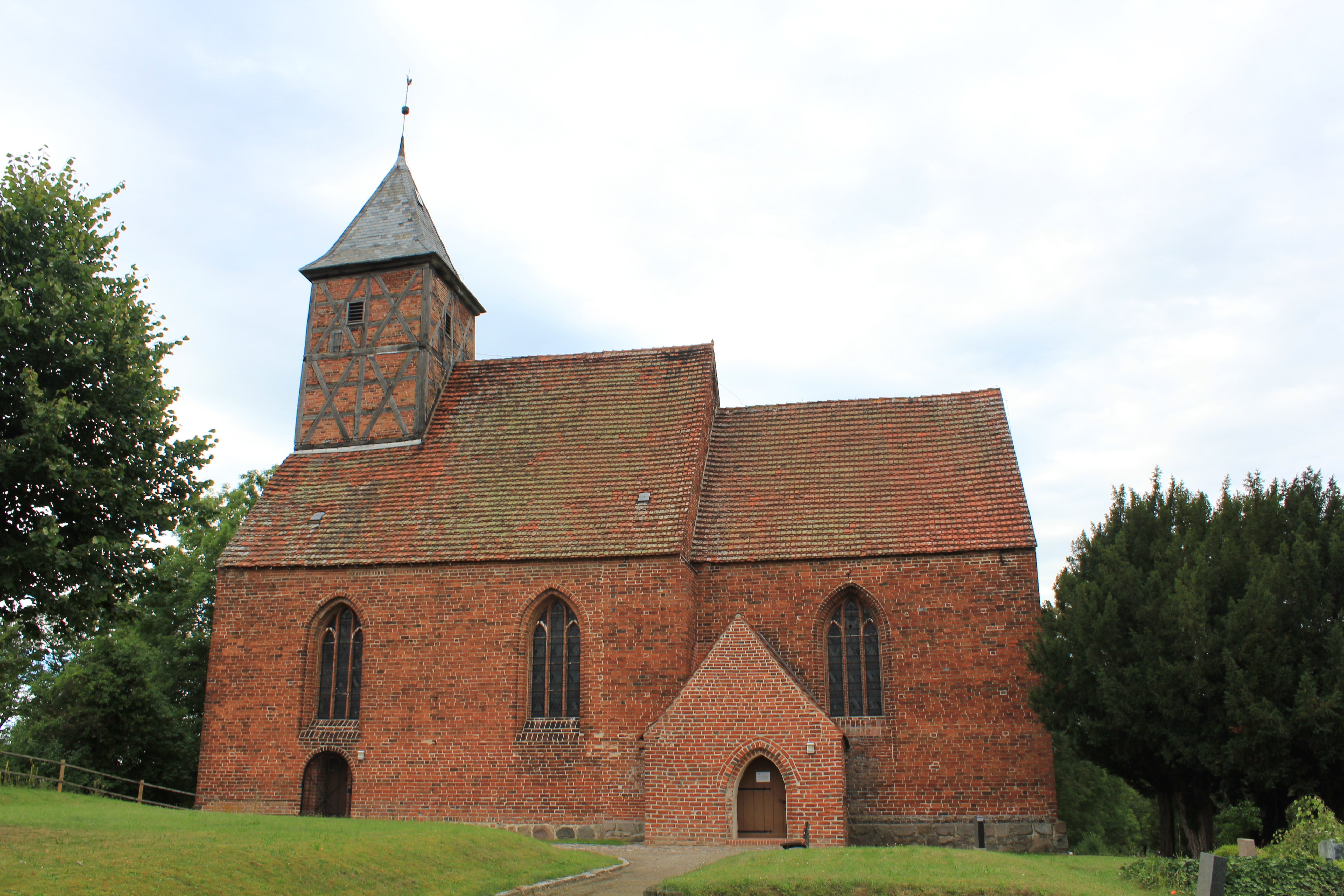
Backsteinkirche in Woosten

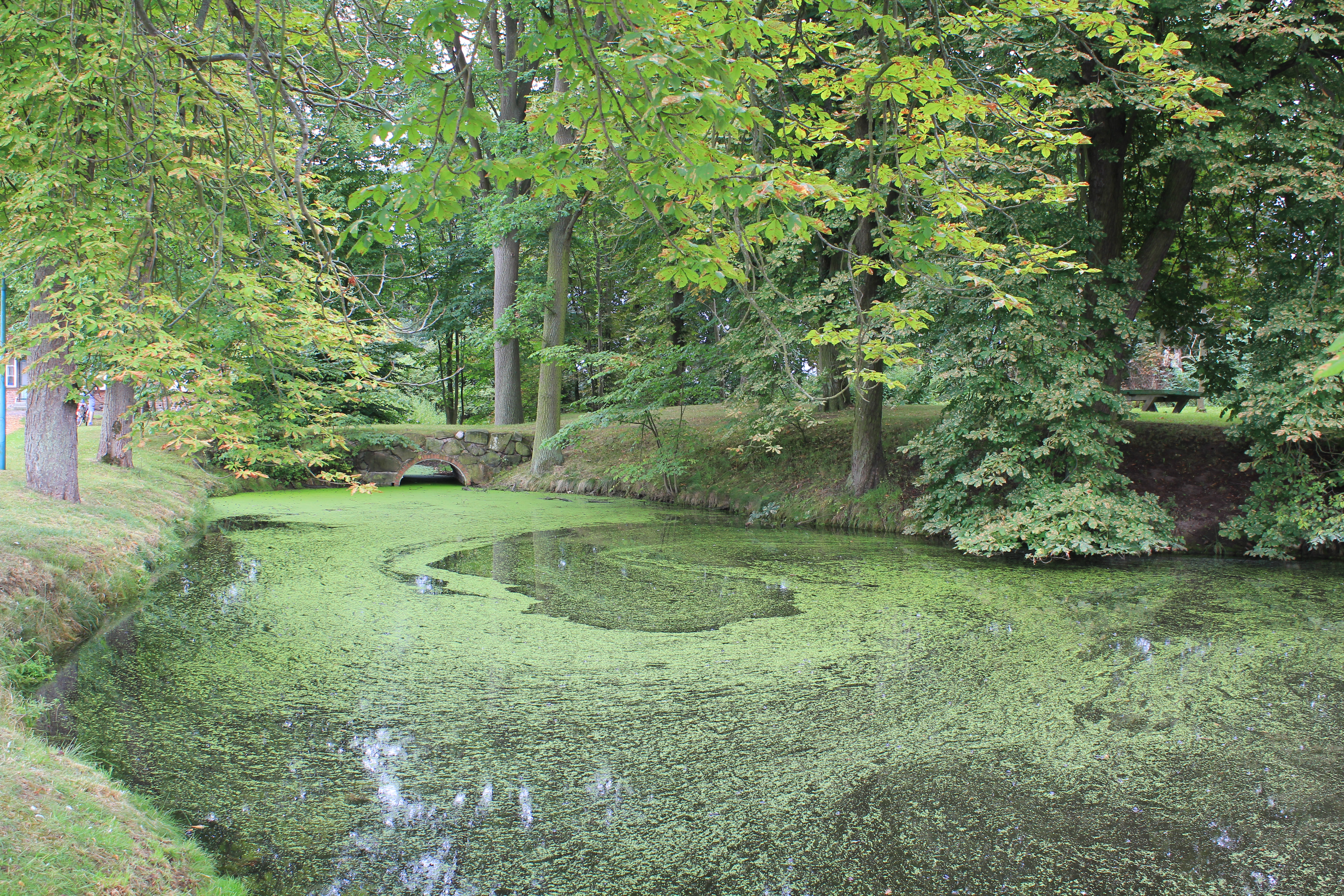
Ehemaliger Standort der Burg und des Herrenhauses

- Backsteinkirche auf Feldsteinsockel aus dem 14. Jahrhundert
- Woostener See mit Insel
- Ehemaliger Burg- bzw. Herrenhausstandort mit Wassergraben

## Verkehrsanbindung
Straßenverbindungen führen in den Goldberger Ortsteil Wendisch Waren im Nordosten, wo auch die Bundesstraße 192 verläuft, und den Ortsteil Diestelow im Südwesten. Nach Südosten führt eine Straße zum Neu Poseriner Ortsteil Kressin. Der nächste Bahnanschluss mit öffentlichem Personennahverkehr besteht in Gallin.

## Persönlichkeiten
Der evangelische Theologe Gerhard Bosinski (1911–1985) wirkte viele Jahre in Woosten.